# Batman Forever: The Arcade Game
 (mars 2020).
Si vous disposez d'ouvrages ou d'articles de référence ou si vous connaissez des sites web de qualité traitant du thème abordé ici, merci de compléter l'article en donnant les références utiles à sa vérifiabilité et en les liant à la section « Notes et références ».
Batman Forever: The Arcade Game est un jeu vidéo Beat them all développé par Iguana Entertainment, édité par Acclaim Entertainment en 1996 sur Borne d'arcade, Sega Saturn, Microsoft Windows, PlayStation.
Le développement de ce jeu n'est pas relié à Batman Forever sorti en 1995 sur Super Nintendo, Mega Drive et des consoles portables.

## Accueil et critiques
- IGN : 5/10[1]